# フルトン・エアフィビアン
FA-2 エアフィビアン
FA-2 エアフィビアン
- 分類：空陸両用車
- 設計者：ロバート・エジソン・フルトン・ジュニア
- 製造者：コンチネンタル社
- 初飛行：1946年
- 生産数：4機

フルトン・FA-2 エアフィビアン(Fulton FA-2 Airphibian)は、アメリカ合衆国で1946年に開発された空陸両用車である。

## 開発
発明家のロバート・エジソン・フルトン・ジュニアが設計し、フルトンが経営するコンチネンタル社が製造した。車体はアルミニウム製で、独立したサスペンション、航空機サイズの車輪、165馬力の6気筒エンジンを搭載していた。胴体に布製の翼を簡単に取り付けられ、飛行機としても使用できた。4機の試作機が製造された。
1950年12月、試作機のうちの1機が民間航空局（CAA、後の連邦航空局(FAA)）の認定(N74154)を受けた。
この機体は1946年11月にコネチカット州ダンベリーで初披露された。財務上の問題からフルトンは会社を手放し、この機体がそれ以降開発されることはなかった。

## 設計
エアフィビアンは、自動車として使用する時に、主翼・尾翼と胴体後部からなる飛行機ユニットを外すという方法で、空陸両用を実現するアプローチをとっていた。3枚羽根のプロペラを取り外して胴体側面のフックに掛け、サポートキャスターを倒して、飛行機ユニットと自動車ユニットをつなぐロックレバーを外すことで、飛行機モードから自動車モードにすることができた。

## 現存機
1990年代半ば、現存するエアフィビアンのうちの1機(N74154)が、フルトンの息子のロバート・エジソン・フルトン3世とデビッド・デュマ、デボラ・ハンソンによって復元された。カナダのオンタリオ州オタワにあるカナダ航空宇宙博物館のメイン展示ホールに数年間展示された後、2009年に国立航空宇宙博物館別館スティーブン・F・ウドヴァーヘイジー・センターに移された。

## スペック
- 定員 : 2人
- 全長 : 22 ft 2 in (6.76 m)
- 翼長 : 34 ft (10 m)
- 高さ : 7 ft 8 in (2.34 m)
- 空虚重量 : 1,500 lb (680 kg)
- 総重量 : 2,100 lb (953 kg)
- 最高速度 : 120 mph (190 km/h, 100 kn)
- 巡航速度 : 110 mph (180 km/h, 96 kn)
- 航続距離 : 350 mi (560 km, 300 nmi)
- 上昇限度 : 12,000 ft (3,700 m)
- 上昇率 : 600 ft/min (3.0 m/s)

出典 : Jane's All The World's Aircraft 1951–52, Smithsonian National Air and Space Museum